# Berberis hirtellipes
Berberis hirtellipes är en berberisväxtart som beskrevs av Ahrendt. Berberis hirtellipes ingår i släktet berberisar, och familjen berberisväxter. Inga underarter finns listade i Catalogue of Life.